# Gimo flygbas
Gimo flygbas (IATA: -, ICAO: ESKA) är en före detta militär flygbas, cirka 6 km sydväst om Gimo och cirka 40 km nordost om Uppsala i Uppsala län.

## Historik
Flygbasen anlades 1960 och var en krigsflygbas tillhörande Upplands flygflottilj (F 16). Basen hade till 1970-talet en bemanning i ett bakre klargöringsområde norr om Gimo där förläggning, klargöringsplatser och hangarer är spårbara. Flygbasen utgick ur Flygvapnets krigsorganisation i slutet av 1990-talet. Flygbasen med tillhörande mark såldes därefter till Östhammars kommun. I maj 2004 hade delar av flygbasen gjorts om till en motoranläggning och anläggningen döptes om till nuvarande namn Lunda flygfält. Av den 2000 meter långa rullbanan används 800 meter av sportflyg. Enligt hemsidan verkar dock sportflyget vara lågfrekvent, senast beskrivna flyghändelsen 2016. Däremot syns Lunda ofta i tidningsreferat och på bilprogram på TV och Youtube.